# Канчовський
Канчовський — струмок (річка) в Україні у Міжгірському районі Закарпатської області. Ліва притока річки Озерянки (басейн Дунаю).

## Опис
Довжина струмка приблизно 4,03 км, найкоротша відстань між витоком і гирлом — 2,95  км, коефіцієнт звивистості річки — 1,37 . Формується багатьма гірськими струмками.

## Розташування
Бере початок на південно-західних схилах гори Канч (1578,5 м). Спочатку тече на південний захід понад горою Попадя (1451,7 м), далі тече на південний захід поміж безіменними горами (1185,7 м) та (1032,0 м) і між присілками села Синевир впадає у річку Озерянку, ліву притоку річки Тереблі.